# Зекич, Милош
Милош Зекич (серб. Милош Зекић, босн. Miloš Zekić; 2 февраля 1915 — 24 декабря 1984) — югославский военачальник, Народный герой Югославии.

## Биография
Родился в селе Тепен недалеко от Шековича в сербской рабочей семье. В годы Народно-освободительной войны Югославии командовал 6-й восточнобоснийской пролетарской ударной бригадой. В послевоенные годы занимал должность военного коменданта Белграда и Сараево. Некоторое время был председателем футбольного клуба «Партизан» из Белграда, ярым фанатом которого и являлся. Похоронен в Шековиче, недалеко от Ловницкого монастыря.